# Phalotris suspectus
Phalotris suspectus — вид отруйних змій родини полозових (Colubridae). Ендемік Аргентини.

## Поширення і екологія
Phalotris suspectus мешкають в аргентинських провінціях Буенос-Айрес, Чубут, Кордова, Ла-Пампа, Ріо-Негро, Сальта, Сан-Луїс, Санта-Фе і Тукуман. Вони живуть в лісах та на луках.